# Чернихів (Самбірський район)
Че́рнихів (колишня назва — Райське) — село в Україні, в Самбірському районі Львівської області . Населення становить ▼384 осіб. Орган місцевого самоврядування — Рудківська міська рада. У селі діє ЗОШ 1-9класів, ФАП, Будинок культури, бібліотека, греко-католицька церква верх. ап. Петра і Павла (настоятель о. Іван Заяць). Центральною вулицею села є І.Франка, яка функціонує як траса місцевого значення. Туристично-відпочинкова зона — гарячий гейзер за лісом в сторону Зарайська.

## Населення

### Мова
Розподіл населення за рідною мовою за даними перепису 2001 року:
| Мова       | Кількість | Відсоток |
| ---------- | --------- | -------- |
| українська | 445       | 99.55%   |
| російська  | 2         | 0.45%    |
| Усього     | 447       | 100%     |

## Галерея

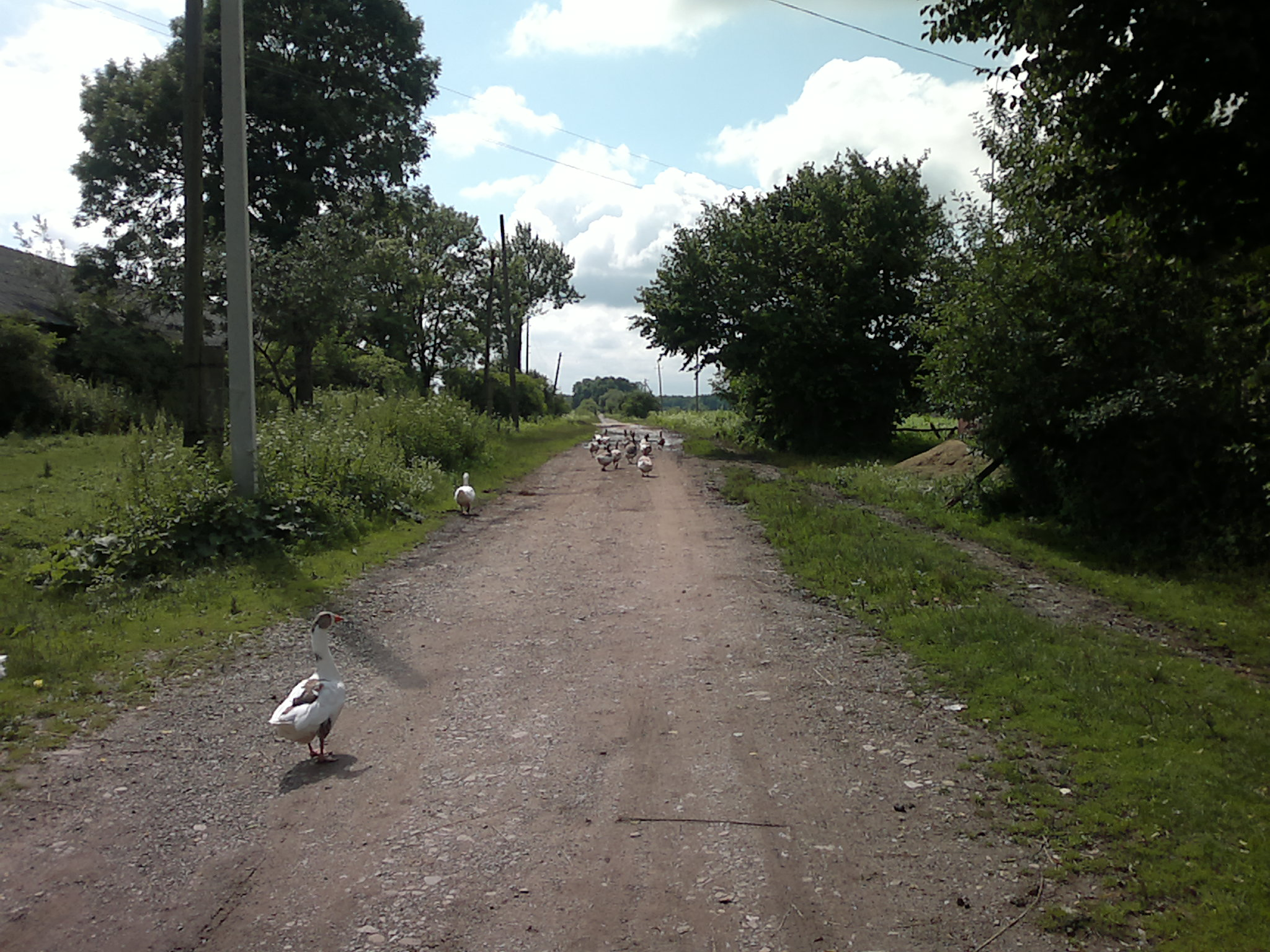
Вулиця села з гусями
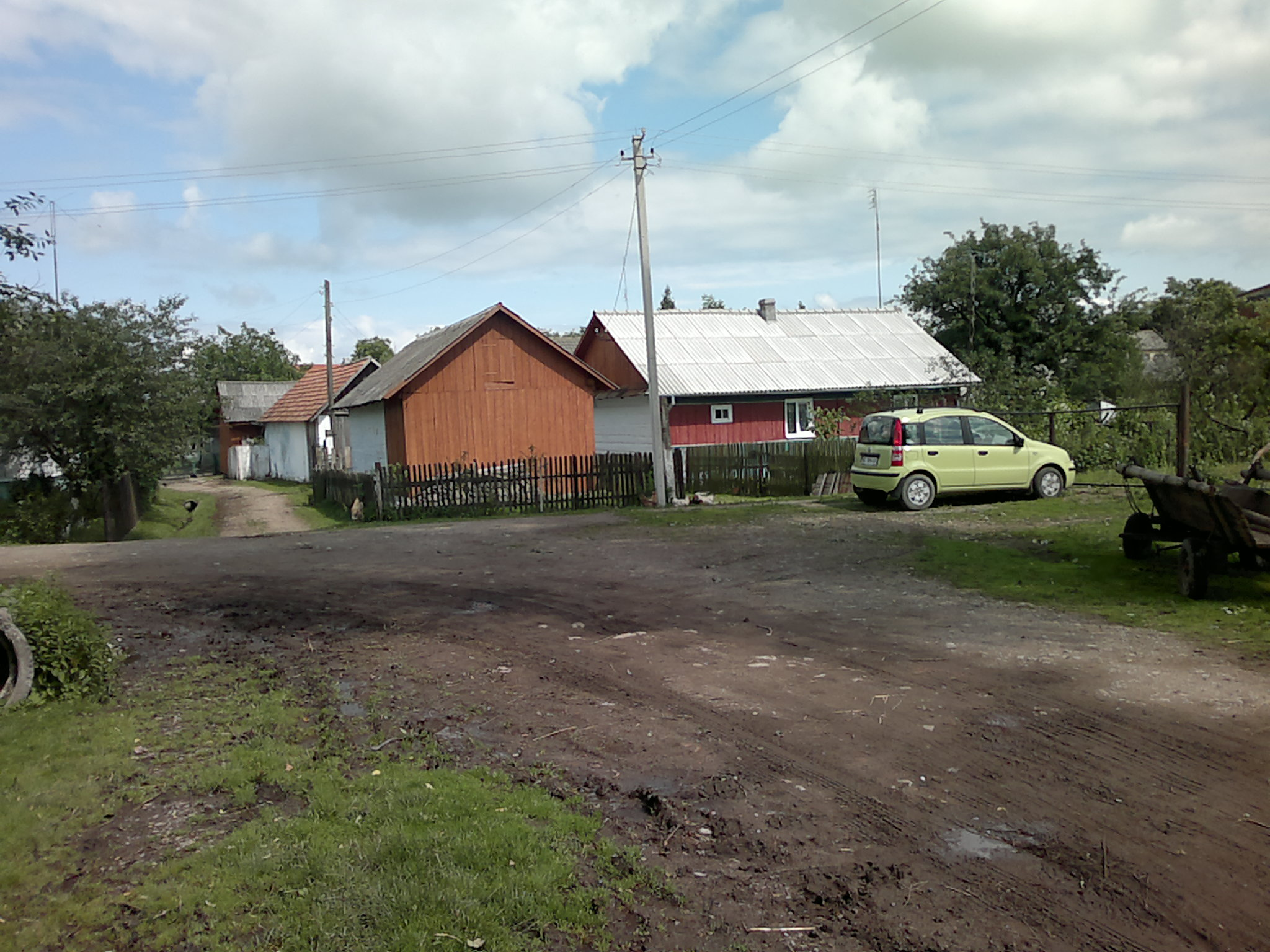
Типові хати
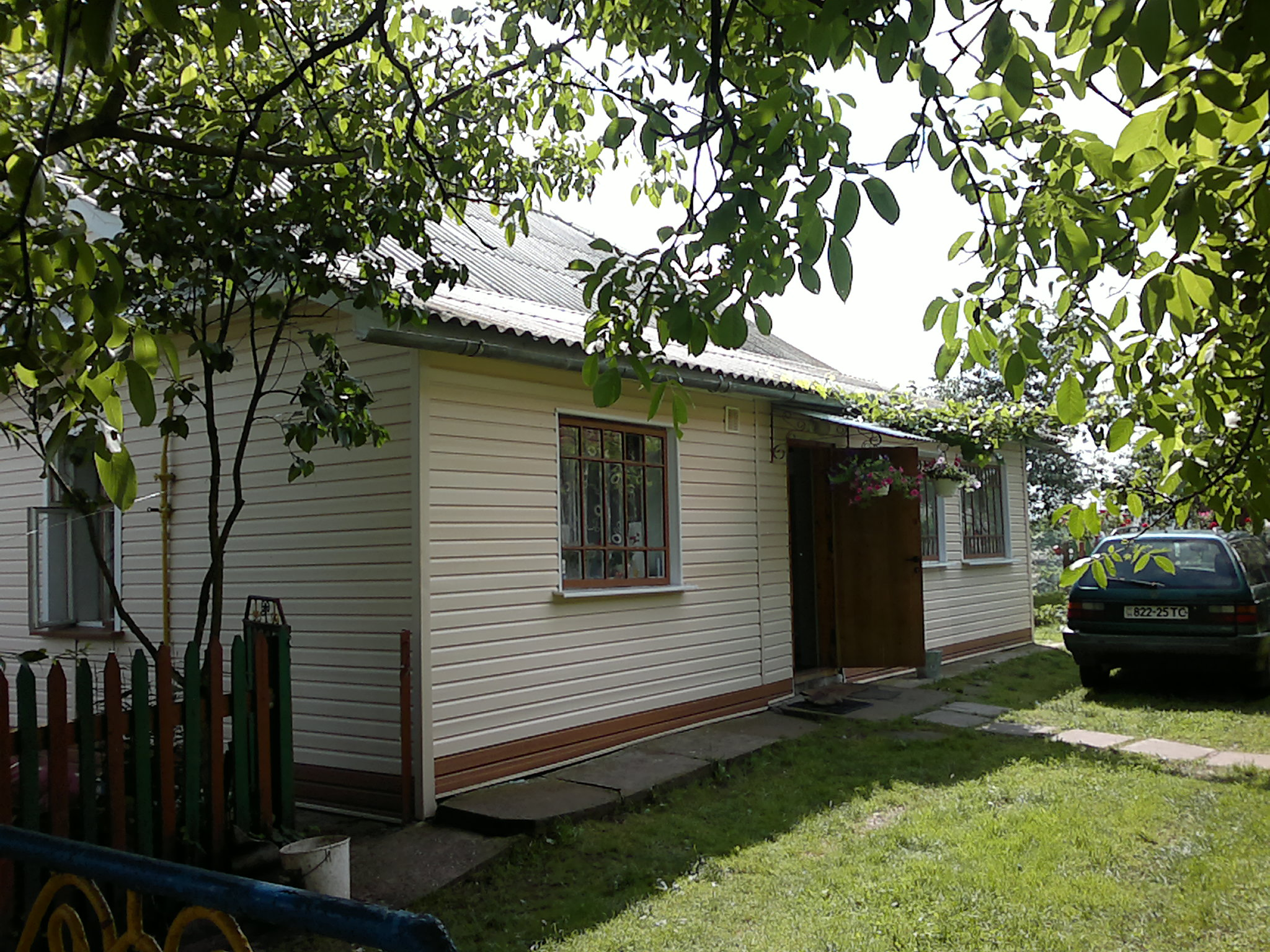
Одна з хат